# Sayatón (kommunhuvudort)
Sayatón är en kommunhuvudort i Spanien.   Den ligger i provinsen Provincia de Guadalajara och regionen Kastilien-La Mancha, i den centrala delen av landet, 70 km öster om huvudstaden Madrid. Sayatón ligger 661 meter över havet och antalet invånare är 131.
Terrängen runt Sayatón är kuperad åt nordost, men åt sydväst är den platt. Sayatón ligger nere i en dal. Runt Sayatón är det glesbefolkat, med 15 invånare per kvadratkilometer. Närmaste större samhälle är Almonacid de Zorita, 5,2 km söder om Sayatón. Omgivningarna runt Sayatón är i huvudsak ett öppet busklandskap.